# Карло ди Козимо де Медичи
Вижте пояснителната страница за други личности с името Карло де Медичи.
Монсиньор Кàрло ди Кòзимо де Мèдичи (на италиански: Mons. Carlo di Cosimo de' Medici; * 1428 или 1430, Флоренция, Флорентинска република; † 29 май 1492, пак там) е флорентинско религиозно лице.

## Произход
Карло е извънбрачен син на Козимо де Медичи Стария (1389 – 1464), италиански политик и банкер, първият господар де факто на Флоренция, и на черкезката робиня Магдалена, купена във Венеция. Има двама полубратя, от които Пиеро Подагреният е де факто владетел на Флоренция.

## Биография
От младостта си е насочен от баща си към религиозния живот. След като става каноник на Метрополията на Флоренция от 1450 г., е назначен за ректор на пиеве „Санта Мария“ в Дикомано и на пиеве „Сан Донато“ в Календзано. През 1460 г. кара да построят хармоничната обител в Календзано.
След като става абат на „Сан Салваторе“ във Ваяно около 1460/1470 г., е назначен и за Генерален колектор (папски събирач на данъци) и Нунций в Тоскана.
Назначен е за архиерей на Прато от 1460 г. През 1463 г. става Апостолически протонотарий. През същата 1463 г. той постига това Прато да стане препозитура nullius, т.е. да не бъде вече зависим по какъвто и да е начин от Епархията на Пистоя, и следователно се смята за предшественик на съвременната Епархия на Прато, която ще възникне по-късно именно от препозитурата.
Умира във Флоренция на 29 май 1492 г. на около 62-64-годишна възраст. Погребан е в базиликата „Сан Лоренцо“.

## Карло де Медичи в културата
- Съществува предполагаем негов портрет от Андреа Мантеня от около 1466 г., съхраняван в Уфици във Флоренция. Това е мъжки портрет на бюст до раменете, облечен в духовнически одежди на апостолически протонотарий.
- Появява се в сцената на погребението на Филипо Липи от „Жития на Св. Стефан и Св. Йоан Кръстител“ в Катедралата в Прато, в която е изобразен изправен зад папата.

- Той вероятно е изобразен като една от фигурите в картините на Беноцо Гоцоли с „Процесията на влъхвите“ в Параклиса на влъхвите в Двореца на Медичите във Флоренция.

- Козимо I поръчва на Винченцо Данти надгробен паметник за него в Катедралата на Прато.

- Предполага се, че Карло е представен на стенописите на Беноцо Гоцоли в Параклиса на влъхвите в Дворец „Медичи-Рикарди“ във Флоренция между баща му Козимо Стари (вляво) и неговия полубрат Пиетро Подагрения (вдясно).
- Погребален паметник на Карло в Катедралата на Прато

Карло де Медичи, изигран от Рей Фирън, е антагонист в телевизионния сериал Демоните на Да Винчи, в който той е член на злото тайно общество „Лабиринт“ и е убит от главния герой Леонардо Да Винчи в третия сезон на сериала. Карло също се появява във втория и третия сезон на телевизионния сериал „Медичите“, изигран от Калъм Блейк.